# Cerkev Kristusa Pantokratorja, Nesebar
Cerkev Kristusa Pantokratorja (bolgarsko църква „Христос Пантократор“, latinizirano: cărkva „Hristos Pantokrator“, ali църква „Христос Вседържател“, cărkva „Hristos Vsedăržatel“, bizantinsko grško Ναός Χριστού Παντοκράτωρος) je srednjeveška vzhodna pravoslavna cerkev v vzhodni Bolgariji v mestu Nesebar (srednjeveška Mesembrija), na obali Črnega morja v oblasti Burgas. Cerkev Kristusa Pantokratorja, del starodavnega Nesebarja, ki je na Unescovem seznamu svetovne dediščine, je bila zgrajena v 13.–14. stoletju in je najbolj znana po svoji razkošni zunanji dekoraciji. Cerkev, ki je danes umetniška galerija, je večinoma nedotaknjena in je med najbolje ohranjenimi srednjeveškimi cerkvami v Bolgariji.

## Zgodovina
Cerkev Kristusa Pantokratorja je običajno datirana v pozno 13. ali začetek 14. stoletja. Učenjak Univerze v Pensilvaniji Robert G. Ousterhout postavlja njeno gradnjo v sredino 14. stoletja. Avtor Rough Guides Jonathan Bousfield pripisuje njeno gradnjo vladavini bolgarskega carja Ivana Aleksandra (vladal 1331–1371), čeprav se je v tem času nadzor nad Nesebarjem večkrat zamenjal med Drugim bolgarskim cesarstvom in Bizancem. Cerkev je posvečena Kristusu Pantokratorju, Božjemu imenu, ki ga v grščini slavi kot »Vladarja vsega«.
Cerkev stoji na ulici Mesembria, blizu vhoda v staro mestno jedro Nesebarja. Danes je v njej umetniška galerija, ki razstavlja dela bolgarskih umetnikov. Ker spada v staro mesto Nesebar, je cerkev Kristusa Pantokratorja del starodavnega mesta Nesebar na Unescovem seznamu svetovne dediščine in 100 turističnih krajev Bolgarije. Od leta 1927 je pod zaščito države kot 'narodna starina', leta 1964 pa je bil uvrščen med bolgarske kulturne spomenike državnega pomena.

## Arhitektura
Cerkev je zasnovana v poznobizantinskem slogu v tlorisu grškrga križa. Zgrajena je bila iz kamnov in opeke, gradbena tehnika, znana kot opus mixtum, in meri 16 krat 6,90 metra, 16 krat 6,70 metra ali 14,20 krat 4,80 metra, odvisno od vira. Stene cerkve so debele 0,80 metra. Barva opeke daje cerkvi rdeč videz.
Cerkev ima narteks in celo (ali naos) v bistvu pravokotnega podolgovatega tlorisa. Narteks je majhen, vendar ima pod njim srednjeveško grobnico. V cerkev so štirje vhodi: dva vodita v klet z južne in zahodne strani, druga dva pa vodita v narteks z zahodne in severne strani. Apsida cerkve ima tri majhne dele, ki se med seboj prekrivajo in tvorijo eno samo večjo celoto. Protezis in diakonikon cerkve je ob apsidi.
Kupola, osmerokotne oblike, stoji vidno na vrhu središča cele. Podpirali so ga štirje danes uničeni stebri, ki so bili neposredno pod njo. Integrirani zvonik je bil zgrajen na vrhu narteksa, kot je bilo običajno v sodobni bizantinski cerkveni arhitekturi in se razteza od pravokotne glavne zgradbe. Zvonik je bil prvotno pravokoten, danes pa je delno porušen. Vanj so z južne strani vodile kamnite stopnice.

## Dekoracija
Najbolj znana značilnost cerkve Kristusa Pantokratorja je bogata in barvita dekoracija njenih zunanjih sten. Najbolj bogato okrašen del cerkve je vzhodna stran z apsido, v celoti pa so vse stranice cerkve različno okrašene. Izmenjujoči se pasovi treh ali štirih vrst opek in klesanih kamnov, ki ustvarjajo optični vzorec, so najbolj osnovna uporabljena vrsta okrasja. Vzdolž vzhodne stene potekajo nizi slepih lokov, štirilistni floralni motivi, trikotni ornamenti, krožna turkizna keramika in opečnati friz s svastiko. Ousterhout primerja videz cerkvenih arkad z akvaduktom; zgodnejši primer te konfiguracije je mogoče opaziti v kapadokijski cerkvi Çanlı Kilise blizu Aksaraja v Turčiji. Vključitev svastik v dekoracijo se turistom zdi nenavadna in zanimiva. Razlaga se s srednjeveško uporabo svastike kot simbola Sonca.
Okras podolgovate severne in južne stene vključuje opečnate slepe loke v spodnjem delu in velik lok za vsako steno ob kupoli s stebrastim oknom v sredini. Nad spodnjimi loki severne in južne fasade so okna. Kupola, v kateri je tudi veliko okrasnih detajlov in keramike, ima osem oken, po eno na vsaki strani. Srednjeveške freske, ki so bile naslikane na notranjih stenah cerkve, so ohranjene le fragmentarno.